# 八坂站 (東京都)

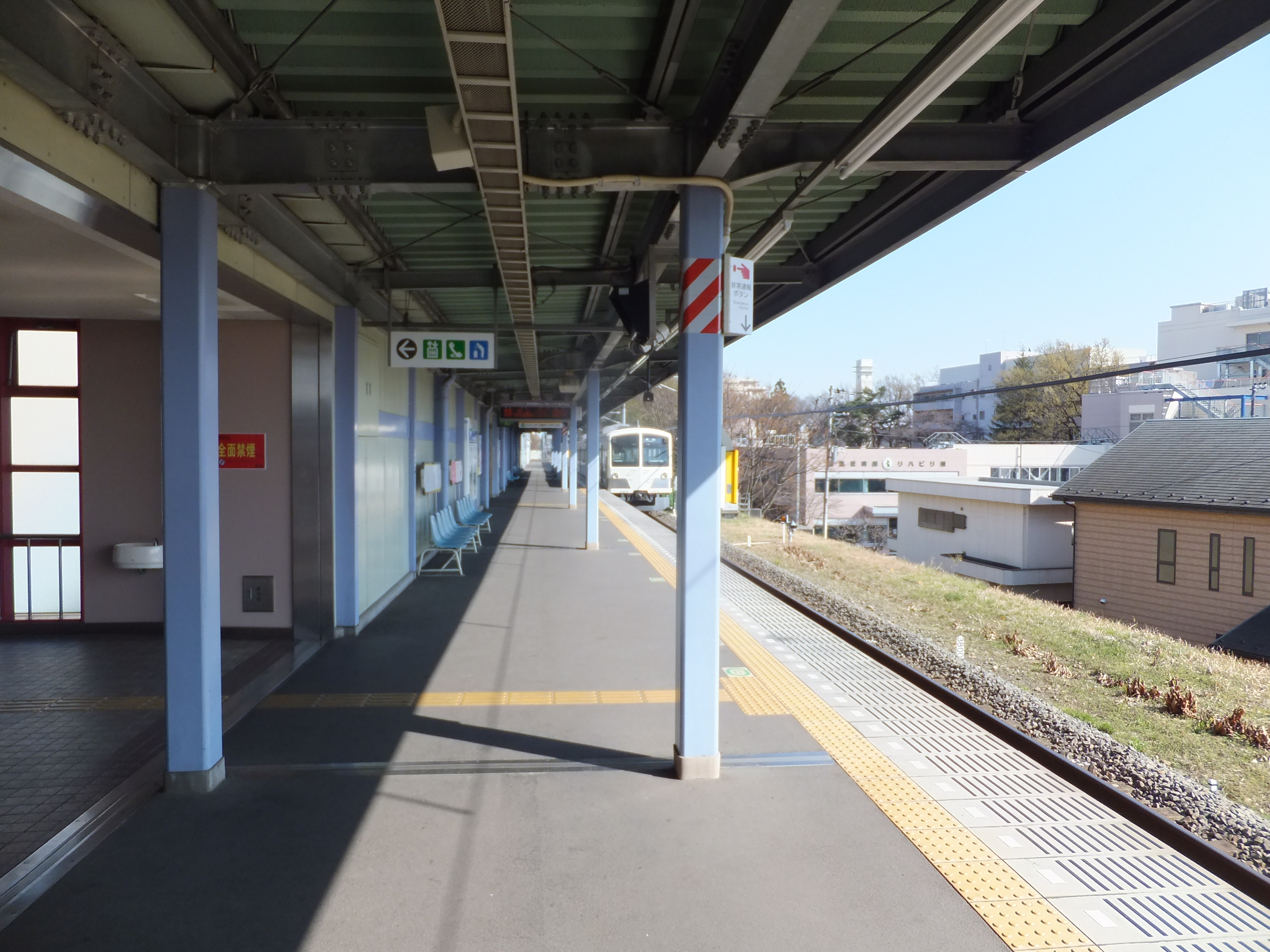
月台（2016年3月）

八坂站（日语：／ Yasaka eki */?）是一個位於東京都東村山市榮町三丁目，屬於西武鐵道多摩湖線的鐵路車站。車站編號是ST05。
此站以西約200公尺的地點與國分寺線交差，但與國分寺線不設站也沒法聯絡。

## 車站結構
1面1線的側式月台的地壘上的高架車站，站舍位於地上。設有升降機、扶手電梯。
此站以西的軌道與東京都道17號所澤府中線（府中街道）立體交差。

### 月台配置
| 月台 | 路線     | 方向 | 目的地                           |
| ---- | -------- | ---- | -------------------------------- |
| 1    | 多摩湖線 | 上行 | 萩山、國分寺、小平、西武新宿方向 |
| 1    | 多摩湖線 | 下行 | 多摩湖方向                       |

## 使用情況
2016年度1日平均上下車人次為5,809人。西武鐵道全部92個車站當中排行第78位。
近年1日平均上下、上車人次的推移如下表。
| 年度               | 1日平均 上下車人次 | 1日平均 上車人次 |
| ------------------ | ------------------ | ---------------- |
| 1992年（平成04年） |                    | 3,121            |
| 1993年（平成05年） |                    | 3,126            |
| 1994年（平成06年） |                    | 2,959            |
| 1995年（平成07年） |                    | 2,861            |
| 1996年（平成08年） |                    | 2,778            |
| 1997年（平成09年） |                    | 2,737            |
| 1998年（平成10年） |                    | 2,649            |
| 1999年（平成11年） |                    | 1,788            |
| 2000年（平成12年） |                    | 2,545            |
| 2001年（平成13年） |                    | 2,573            |
| 2002年（平成14年） |                    | 2,529            |
| 2003年（平成15年） | 5,197              | 2,571            |
| 2004年（平成16年） | 5,231              | 2,589            |
| 2005年（平成17年） | 5,321              | 2,649            |
| 2006年（平成18年） | 5,374              | 2,674            |
| 2007年（平成19年） | 5,411              | 2,710            |
| 2008年（平成20年） | 5,499              | 2,759            |
| 2009年（平成21年） | 5,529              | 2,775            |
| 2010年（平成22年） | 5,288              | 2,660            |
| 2011年（平成23年） | 5,261              |                  |
| 2012年（平成24年） | 5,413              |                  |
| 2013年（平成25年） | 5,496              |                  |
| 2014年（平成26年） | 5,610              |                  |
| 2015年（平成27年） | 5,852              |                  |
| 2016年（平成28年） | 5,809              |                  |

## 相鄰車站
西武鐵道
 多摩湖線
■急行（多摩湖線內各站停車）、■各站停車
萩山（ST04）－八坂（ST05）－（回田信號場）－武藏大和（ST06）
此站與武藏大和站之間的回田信號場有約1.7公里實質上是複線路段。

## 外部連結
- 八坂 - 西武鐵道